# Megaloxantha concolor
Megaloxantha concolor es una especie de escarabajo del género Megaloxantha, familia Buprestidae. Fue descrita científicamente por Kurosawa en 1978.

## Distribución geográfica
Habita en la región indomalaya.